# 小城市立牛津中学校
小城市立牛津中学校（おぎしりつ うしづちゅうがっこう）は、佐賀県小城市牛津町牛津にある市立の中学校。

## 概要
歴史
1947年（昭和22年）の学制改革で創立した新制中学校「牛津中学校」と「砥川中学校」の2校が1961年（昭和36年）に統合されて開校。現校名になったのは2005年（平成17年）。なお、創立年数は統合された1961年（昭和36年）を基準に数えられており、2021年（令和3年）に創立60周年を迎えた。
校訓
「英知、敬愛、錬磨」
校章
1962年（昭和37年）制定。校名の「うしづ」を図案化したものを背景にして、中央に「中」の文字を置いている。
校歌
1965年（昭和40年）制定。作詞は持永秋雄、作曲は真島豹吉による。歌詞は3番まであり、2番に校名の「牛津」が登場する。
校区
住所表記で「小城市」の後に「牛津町」が続く全域。
- 小城市立牛津小学校
- 小城市立砥川小学校

## 沿革
旧・牛津中学校
- 1947年（昭和22年）5月3日 - 学制改革により、新制中学校「牛津町立牛津中学校」が開校。
- 1951年（昭和26年）10月 - 火災により木造校舎2棟を焼失。
- 1952年（昭和27年）
  - 2月 - 火災のため木造校舎をさらに1棟焼失。
  - 8月 - 南校舎・北校舎を増築。
  - 11月 - 本館・南校舎が完成。
- 1954年（昭和29年）10月 - 校舎がすべて完成。
- 1961年（昭和36年）4月30日 - 閉校。

旧・砥川中学校
- 1947年（昭和22年）5月3日 - 学制改革により、新制中学校「砥川村立砥川中学校」が開校。
- 1950年（昭和25年）10月 - 講堂が完成。
- 1953年（昭和28年）8月25日 - 洪水により、大きな被害を受ける。
- 1954年（昭和29年）11月 - 特別教室1棟と普通教室2教室を増築。
- 1956年（昭和31年）9月30日 - 町村合併により「牛津町立砥川中学校」と改称。
- 1961年（昭和36年）4月30日 - 閉校。

現・牛津中学校
- 1961年（昭和36年）5月1日 - 牛津・砥川の中学校2校の統合により、「牛津町立牛津中学校」が開校。初代校長は平川茂三。
  - 統合校舎完成までの間、元・牛津中学校校舎を「東校舎」、元・砥川中学校校舎を「西棟舎」として使用を継続。
- 1962年（昭和37年）
  - 7月 - 新校舎第1期工事（西半分）が完成。
  - 9月1日 - 東西校舎の一部の学級が新校舎に移転を完了。校章を制定。
- 1963年（昭和38年）
  - 7月 - 新校舎第2期工事（東半分）が完成。
  - 9月1日 - すべての学級が新校舎への移転を完了。東西校舎を廃止。
- 1965年（昭和40年）
  - 3月15日 - 校歌と校旗を制定。体育館が完成。
  - 9月1日 - 学校給食（ミルク給食）を開始
- 1972年（昭和47年）8月 - 特別教室棟の増築が完了。
- 1974年（昭和49年）4月 - 特別教室（技術室・窯芸室）が完成。
- 1976年（昭和51年）1月 - 校門が完成。
- 1979年（昭和54年）9月 - プールが完成。
- 1992年（平成4年）8月 - グラウンドを整地。
- 1993年（平成5年）1月 - パソコン教室・多目的室が完成。
- 1997年（平成9年）8月 - 全国中学校柔道大会（女子個人）に出場。
- 1998年（平成10年）8月 - 全国中学校柔道大会（秋田県、個人）に出場。
- 1999年（平成11年）
  - 7月 - 新体育館とクラブハウスが完成。
  - 8月 - 全国中学校柔道大会（福井県、女子個人）に出場し、優勝。
- 2000年（平成12年）8月 - 全国中学校新体操大会（佐賀県）に出場。全国中学校柔道大会（大分県）に出場。
- 2001年（平成13年）8月 - 全国中学校柔道大会（島根県）に出場。
- 2002年（平成14年）8月 - 全国中学校柔道大会（兵庫県）に出場し、女子団体が準優勝となる。
- 2003年（平成15年）8月 - 全国中学校柔道大会に出場。
- 2004年（平成16年）8月 - 全国中学校柔道大会（埼玉県）に出場。
- 2005年（平成17年）
  - 3月1日 - 小城郡4町合併により小城市が発足（市制施行）。これにより「小城市立牛津中学校」（現校名）に改称。
  - 8月 - 全国中学校柔道大会（愛知県）に出場。
- 2006年（平成18年）8月 - 全国中学校柔道大会（高知県）に出場。
- 2007年（平成19年）8月 - 全国中学校柔道大会（山形県）に出場。
- 2008年（平成20年）
  - 4月1日 - 3学期制にもどす。特別支援学級を廃止。
  - 12月 - 仮設校舎（特別教室棟）が完成。
- 2009年（平成21年）
  - 8月 - 全国中学校柔道大会（沖縄県、男女個人）に出場。
  - 12月 - 管理棟・教室棟完成
- 2010年（平成22年）12月 - 特別棟が完成。
- 2011年（平成23年）
  - 2月 - 新校舎落成式典・創立50周年記念式典を挙行。
  - 8月 - 全国中学校柔道大会（和歌山県、男子個人）に出場。
- 2012年（平成24年）8月 - 全国中学校柔道大会（神奈川県、男子個人）に出場。
- 2016年（平成28年）8月 - 全国中学校バドミントン競技大会（石川県、女子ダブルス）に出場。
- 2017年（平成29年）8月 - 全国中学校バドミントン競技大会（佐賀県、女子ダブルス）に出場。全国中学校柔道大会（福岡県、男子個人）に出場。
- 2018年（平成30年）8月 - 全国中学校柔道大会（広島県、男女個人）に出場。
- 2019年（令和元年）8月 - 全国中学校柔道大会（兵庫県、女子個人）に出場。

## 交通アクセス
最寄りの鉄道駅
- JR九州 長崎本線 「牛津駅」

最寄りのバス停留所
- 牛津町巡回バス 「牛津本町」バス停留所

最寄りの幹線道路
- 佐賀県道43号牛津芦刈線 「天満町」交差点
- 国道203号線

## 周辺
- 佐賀県立牛津高等学校
- 牛津武道館